# Dekanat Nuestra Señora de Fátima (archidiecezja Barranquilla)
Dekanat Nuestra Señora de Fátima – jeden z 27 dekanatów rzymskokatolickiej archidiecezji Barranquilla w Kolumbii. 
Według stanu na styczeń 2017 w skład dekanatu Nuestra Señora de Fátima wchodziło 7 parafii rzymskokatolickich. Urząd dziekana sprawował wówczas ks. Juan Diego Estrada Naranjo, proboszcz parafii św. Joachima i św. Anny w La Ceiba. 

## Lista parafii
Źródło:
| Lp. | Miejscowość | Parafia                         | Grafika | Kościół                                    | Adres                                                             | Proboszcz                                |
| --- | ----------- | ------------------------------- | ------- | ------------------------------------------ | ----------------------------------------------------------------- | ---------------------------------------- |
| 1   | El Valle    | Parafia Matki Bożej Fatimskiej  |         | Kościół Matki Bożej Fatimskiej w El Valle  | Cra. 16 #64 B—34 (El Valle)                                       | ks. Ovidio Enrique Mendoza Jiménez       |
| 2   | La Ceiba    | Parafia św. Joachima i św. Anny |         | Kościół św. Joachima i św. Anny w La Ceiba | Calle 63 #12—48 (La Ceiba)                                        | ks. Juan Diego Estrada Naranjo (dziekan) |
| 3   | Cevillar    | Parafia św. Wincentego a Paulo  |         | Kościół św. Wincentego a Paulo w Cevillar  | Calle 51 #16—41 (Cevillar)                                        | ks. Alexi Belisario Rodriguez            |
| 4   | Pumarejo    | Parafia św. Klemensa Rzymskiego |         | Kościół św. Klemensa Rzymskiego w Pumarejo | Calle 56 21 - 47 (Pumarejo)                                       | ks. Oscar Eduardo Arango Franco          |
| 5   | San José    | Parafia św. Dominika Guzmana    |         | Kościół św. Dominika Guzmana w San José    | Carrera 19 45B-84 (San José) psantodomingodeguzmanbaq@hotmail.com | ks. Roberto Pedrozo Viadero              |
| 6   | San Isidro  | Parafia św. Izydora Oracza      |         | Kościół św. Izydora Oracza w San Isidro    | Calle 53 # 23-68 (San Isidro) psi1505bquilla@hotmail.com          | ks. Evelio de Jesús Quinchía Quintero    |
| 7   | Lucero      | Parafia św. Izabeli Węgierskiej |         | Kościół św. Izabeli Węgierskiej w Lucero   | Cra. 53C #31-165 (Lucero) psti1711bquilla@hotmail.com             | ks. Evelio de Jesús Quinchía Quintero    |